# Drapelul Libiei

Drapelul Național al Libiei

Drapelul Libian din regimul Gadaffi (1969 - 2011)

Drapelul Libiei adoptat în 2011, este vechiul drapel regal libian, format dintr-o semilună și stea albă pe un design tricolor roșu-negru-verde, banda neagră centrală fiind de două ori mai lată decât celelalte două. A fost instituit de către Consiliul Național de Tranziție, după înlăturarea regimului lui Muammar Gadaffi.

## Istorie
Primul steag național al Libiei moderne a fost adoptat când țara și-a câștigat independența față de Italia în 1951. Era format dintr-o semilună și stea albă pe un design tricolor roșu-negru-verde, banda neagră centrală fiind de două ori mai lată decât celelalte două. 
După lovitura de stat din 1969, steagul a fost înlocuit de un steag în culorile pan-arabe roșu, alb, negru (asemănător cu cel al Revoltei Arabe). După formarea și apoi dizolvarea Federației Republicilor Arabe (care pentru scurt timp a legat Libia de Egipt), a fost adoptat designul verde complet, utilizat până la revoluția din 2011. În prezent, primul steag al Libiei a fost adoptat ca steag al Republicii Libia, după înlăturarea regimului Muammar Gaddafi.

## Simbolismul
Verdele de pe fostul steag este culoarea tradițională a islamului, religia de stat. Îl simboliza de asemenea pe Muammar al-Gaddafi și "Revoluția Verde". 